# Interneringscentra (België) 1944-1952
Interneringscentra voor het opsluiten van personen die van collaboratie met de bezetter werden verdacht of waren veroordeeld, werden op 170 plaatsen in België georganiseerd na de Tweede Wereldoorlog. Ze bleven in werking vanaf september 1944 tot aan hun sluiting, soms na korte tijd en ten laatste in 1951-1952.

## Geschiedenis
De berechting van collaborateurs werd vanaf 1942 door de Belgische regering in Londen voorbereid. Op 21 augustus 1944 vaardigde de minister van Justitie Antoine Delfosse een omzendbrief uit, waarin bij toepassing van de besluitwet van 12 oktober 1918 de gevangenneming van collaborateurs werd geregeld. Hierin werd opgesomd dat de personen dienden te worden aangehouden die hun medewerking hadden verleend aan het Duitse leger of aan paramilitaire organisaties, zoals het Vlaams Legioen, de Vlaamse Wacht, de Fabriekswacht, de Dietsche Militie - Zwarte Brigade en de Algemeene SS-Vlaanderen. Rex en VNV werden in die eerste lijst niet vernoemd.
Men was er van overtuigd dat de bestaande gevangenissen onmogelijk het te verwachten aantal betichten zou kunnen opnemen. De minister van Justitie duidde dan ook 170 plaatsen aan waar, naarmate het Belgisch grondgebied bevrijd werd, verdachten van collaboratie zouden kunnen worden ondergebracht.
Daarnaast werden in de eerste dagen na de Bevrijding verzamelplaatsen geïmproviseerd: politiecommissariaten, rijkswachtkazernes of andere. De meest opvallende was de zoo van Antwerpen, waar een aantal vermoedelijke collaborateurs in de lege kooien voor de wilde dieren werden opgesloten.
In het Belgisch Staatsblad van 25 september 1953 werd een aantal interneringscentra opgesomd: Kamp van Beverlo, Fort van Breendonk, Kortrijk, Dinant, Sint-Bernardusabdij van Hemiksem, Fort van Hoei, Ieper, Hechteniskamp Lokeren, Leuven, Nimy, Brussel (Klein Kasteeltje), Sint-Kruis en Tuchthuis van Vilvoorde.

## Enkele belangrijke centra

### Interneringscentrum Lokeren
Het Interneringscentrum Lokeren (1944-1947) behoorde tot de belangrijkste verzamelplekken voor gedetineerden verdacht van collaboratie. Het kende een bezetting van gemiddeld 4000 personen en zou tussen september 1944 en november 1947 tussen 14.000 en 22.000 gedetineerden geherbergd hebben.
Heel wat vooraanstaanden uit de Vlaamse Beweging brachten er een kortere of langere tijd door. Voor velen onder hen was het een veilig oord in de eerste weken van straatrepressie. Ze behoorden voor de meesten onder hen tot de Nieuwe Ordegezinden, die naast hun Vlaamsgezindheid, zich hadden begeven in een richting die op Duitsgezindheid wees. Meer dan zestig procent van de gedetineerden werd nochtans na relatief korte tijd vrijgelaten en nooit of nauwelijks veroordeeld.

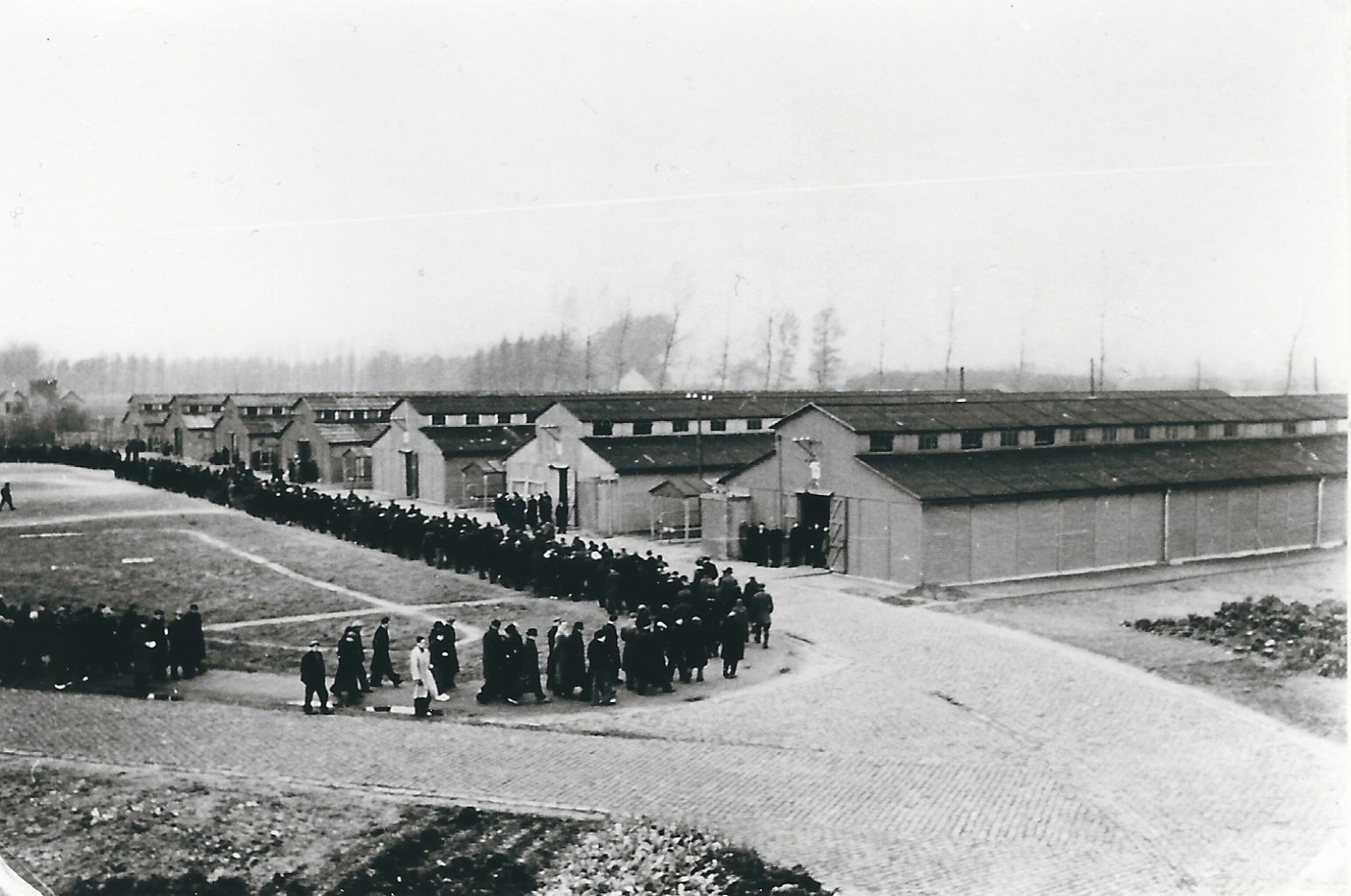
Hechteniskamp Lokeren, 1944 (foto Pater 'Longinus' De Munter)

Onder de bekende personen in dit centrum bevonden zich: prof. Reimond Speleers, Jozef Goossenaerts, jurist Remi Piryns, de toondichters Gaston Feremans en Wies Pée, de schrijvers Filip De Pillecyn, Valère Depauw, Bert Peleman en Omar Waegeman, de schilders Dirk Baksteen, Joris De Boever, Paul De Clercq, Edward Pas, Urbain Gerlo en Tony Van Os, de grafici Romain Malfliet en Flor De Raet, de politici Gerard De Paep en Amedee Verbruggen, de oorlogsburgemeesters Abdon Heyse (Stekene), Juul De Frangh (Temse), Jozef De Pillecyn (Eksaarde), Robert De Leenheer (Zele) en prof. dr. Vincent Evrard (Gentbrugge), de regisseur en woordkunstenaar Antoon Vander Plaetse, de VTB-VAB-voorzitter Jozef Van Overstraeten.
Het kamp werd einde 1947 gesloten en de nog overblijvende gedetineerden werden overgebracht naar de gewone gevangenissen. De barakken werden gesloopt en in 1987 werden de laatste herinneringen aan het interneringskamp verwijderd.

### Interneringscentrum Sint-Kruis
Na de bevrijding van Brugge op 12 september 1944 werden de verdachten van collaboratie voorlopig opgesloten in de rijksmiddelbare school in de Boomgaardstraat. Enkele onder hen werden naar gevangenis Pandreitje overgebracht. Na enkele dagen waren er meer dan duizend gedetineerden in de Boomgaardstraat. Een aantal onder hen, vooral vrouwen, werd weer vrijgelaten. Na enkele dagen was het interneringscentrum in Sint-Kruis klaar om gedetineerden te herbergen. De in Brugge aangehoudenen werden er vanaf 23 september naar overgebracht, weldra gevolgd door gedetineerden uit voorlopige kampen elders in de provincie West-Vlaanderen: Kortrijk, Ieper, Izegem enz. De vrouwen die opgesloten bleven, werden verdeeld over het interneringscentrum Sint-Kruis, de vrouwenafdeling van het Pandreitje en het Refugehuis in Sint-Andries.
Onder de gedetineerden in het interneringskamp bevonden zich: dom Modest Van Assche, abt van de abdij van Steenbrugge, Raymond Watthy (Leisele, 1918 - Woumen, 2009), de dichters Ferdinand Vercnocke en Juul Filliaert, de kunstschilders Achiel Hennion en Noël Vermeulen (1917-1989), de bokskampioen Karel Sys, de heemkundige Herman Vandommele, de schrijvers Daan Inghelram, Fred Germonprez, Marcel Matthijs en Cyriel Astaes, de uitgever en historicus Michiel Mispelon, de regisseur en stoetenbouwer Remi Van Duyn, de woordkunstenaar Antoon Vander Plaetse, de architecten Alfred Danneel, Arthur Degeyter en Bert Hendryckx, de regisseur Dré Poppe, de arts Albert De Beir, de oorlogsgouverneur Michiel Bulckaert en zijn kabinetssecretaris Paul Priem, de oorlogsburgemeesters Arthur Van Loo (Assebroek) en Leo Vandekerckhove (Oostkamp), de schepenen (Brugge) Samuel De Vriendt, Jozef Breyne, Paul Lantsoght en Leon Legein, de aannemers Maurice Dhondt, Maurice Hermant, Georges Blanckaert, Jozef en Georges Crampe, Albert en Florimond De Wispelaere en Amedée Boi, de uitgevers Louis Beyaert-Carlier, Hendrik Cayman en Maurice, Pierre en Raymond Herreboudt.
Op zijn hoogtepunt telde het interneringskamp ongeveer 4.000 gedetineerden. In 1947 waren het er nog circa 1200. Tegen 1950 bleef alleen nog een zestigtal langdurig zieken over. Einde 1951 werd het interneringscentrum gesloten en de laatste gedetineerden overgebracht naar andere instellingen. Enkele maanden later werden de gebouwen overgenomen door het Ministerie van Landsverdediging en werd er het opleidingscentrum van de Belgische zeemacht in georganiseerd.

### Interneringscentrum Merksplas
De strafinrichting van Merksplas werd in 1825 gebouwd. Het werd een opvangkolonie voor landlopers en bedelaars.
Na de Bevrijding in september 1944 was er opvangmogelijkheid beschikbaar en werd een aantal van collaboratie verdachte personen er in ondergebracht. Na verloop van tijd werd het verminderd aantal gedetineerden naar gewone gevangenissen overgebracht.
De plek evolueerde naar een halfopen gevangenis met gemeenschapsregime en nadien naar een gesloten inrichting voor veroordeelden, meer bepaald ook voor psychisch gestoorde personen.

### Interneringscentrum Breendonk
Het Fort van Breendonk kreeg een schandelijke reputatie, doordat het tijdens de Tweede Wereldoorlog als concentratiekamp op Belgisch grondgebied fungeerde.
Toen de geallieerden de streek in bezit namen waren de kampleiders gevlucht en werd het fort ingenomen door verzetslui. Vanaf 4 september 1944 werden er verdachten van collaboratie in ondergebracht. Weldra waren het er ongeveer 750. Er kwamen veel verslagen over de wreedaardige wijze waarop de cipiers zich gedroegen.
Deze 'autonome' gevangenis werd op 11 oktober opgeheven en vervangen door een officiële Belgische gevangenis die actief bleef tot einde 1946. De gevangenen werden overgenomen door het Belgisch gevangeniswezen en in de volgende maanden naar de Mechelse gevangenis of andere plaatsen overgebracht.
In 1947 werd het fort bij wet verheven tot Nationaal Gedenkteken Fort van Breendonk, als herdenking voor de slachtoffers van de bezettende overheid. De korte periode als gevangenis voor 'incivieken' werd hierbij niet in rekening genomen.

### Interneringscentrum Hemiksem
De voormalige Sint-Bernardusabdij in Hemiksem werd vanaf 1811 gebruikt als maritiem hospitaal. In 1821 werd de voormalige abdij een correctionele gevangenis. Er verbleven meer dan 1500 mannen, 500 vrouwen en veel kinderen. Vanaf 1867 werd het complex gebruikt als militair depot.
Vlak na de Tweede Wereldoorlog werd het gebruikt als interneringskamp voor collaborateurs. Een van de gedetineerden was de jonge André Leysen, die dit later in zijn memoires in herinnering bracht.
Van 1948 tot 1977 werd het grote gebouw weer door het leger gebruikt. Sinds 1977 stond het leeg. In de jaren 1980-1990 werd het beschermde gebouw gerestaureerd. De gemeente Hemiksem nam het voor een groot deel in gebruik.

### Interneringscentrum Verviers
Op 22 september 1944, veertien dagen na de Bevrijding, werd in Verviers een interneringscentrum geopend, voor het opsluiten van de personen die van collaboratie verdacht werden. Het centrum was ondergebracht in een gedeelte van een lagere school, gelegen rechtover de gevangenis van Verviers. Het waren in de eerste plaats verzetsgroepen die de Duitsvriendelijke personen oppakten en opsloten. Weldra werd het centrum administratief bestuurd door de directie van de gevangenis van Verviers. Van januari tot maart 1945 werden de gedetineerden, vanwege de Slag om de Ardennen, overgebracht naar Aalst. Vanaf oktober 1945 en tot einde 1945 werden de gedetineerden, naarmate plaatsen vrij kwamen, naar de gevangenis overgebracht.
De archieven geven blijk van een correct bestuur en behandeling van de gedetineerden. Het voedsel werd bezorgd door een liefdadigheidsvereniging l’Œuvre de la bouchée de pain. De geneeskundige zorg werd verstrekt door de geneesheren van de gevangenis, bijgestaan door verpleegsters van het Rode Kruis. Eenmaal per maand werden de gedetineerden naar de gevangenis gebracht, waar ze een bad konden nemen.
In totaal werden meer dan 4.000 personen gedetineerd. De grote meerderheid (53 %) kwam na weinige weken weer vrij en van de overigen was het slechts een gering percentage dat langere tijd opgesloten bleef en veroordeeld werd. Meer dan de helft van de gedetineerden was afkomstig uit de Duitstalige Oostkantons. Er moest dus een sortering worden uitgevoerd tussen echte collaborateurs en diegenen die door de Duitsers gedwongen werden aan te sluiten bij een van de nazigeledingen. De advocaten van de gedetineerden pleitten in de meeste gevallen de gedwongen dienstneming.
Tegen einde 1945 was het interneringscentrum opgedoekt, aangezien de normale gevangenis van toen af volstond.

### Interneringscentrum Dampremy
In Dampremy werkte een centrum voor de internering van vermeende collaborateurs vanaf de Bevrijding in 1944 tot in 1947. Er waren er in Wallonië nog andere, zoals in Maisières, La Louvière, Nimy en Erbisoeul. Tegen 1948 waren ze allemaal opgedoekt en volstonden de gewone gevangenissen.

### Interneringscentrum Hoei
Tijdens de Tweede Wereldoorlog werd het Fort van Hoei door de Duitsers als gevangenis gebruikt. Het was dan ook een geschikte plek om er onmiddellijk na de Bevrijding een interneringscentrum van te maken voor het opsluiten van personen die van collaboratie verdacht werden.
Het centrum bleef in activiteit tot in december 1946 en vervolgens werd het fort ingericht als toeristische bezienswaardigheid. In 1992 werd in het fort een museum opgericht, gewijd aan het Verzet en aan het gevangenisleven in het Fort van Hoei.